# 296 (numero)
Duecentonovantasei (296) è il numero naturale dopo il 295 e prima del 297.

## Proprietà matematiche
- È un numero pari.
- È un numero composto con 8 divisori: 1, 2, 4, 8, 37, 74, 148, 296. Poiché la somma dei suoi divisori (escluso il numero stesso) è 274 < 296, è un numero difettivo.
- È parte delle terne pitagoriche (96, 280, 296), (222, 296, 370), (296, 555, 629), (296, 1353, 1385), (296, 2730, 2746), (296, 5472, 5480), (296, 10950, 10954), (296, 21903, 21905).
- È un numero rifattorizzabile in quanto divisibile per il numero dei propri divisori.

## Astronomia
- 296P/Garradd è una cometa periodica del sistema solare.
- 296 Phaëtusa è un asteroide della fascia principale del sistema solare.

## Astronautica
- Cosmos 296 è un satellite artificiale russo.